# Laurie Corbelli
Laura Jean „Laurie” Corbelli z domu Flachmeier (ur. 28 stycznia 1957 w Detroit) – amerykańska siatkarka, medalistka igrzysk olimpijskich.

## Życiorys
Corbelli była w składach reprezentacji Stanów Zjednoczonych, która zdobyła brąz na mistrzostwach świata 1982 w Peru oraz srebro na Igrzyskach Panamerykańskich 1983 w Caracas. Wystąpiła na igrzyskach olimpijskich 1984 w Los Angeles. Zagrała wówczas we wszystkich trzech meczach fazy grupowej, wygranym półfinale z Peru i przegranym finale z Chinkami.
Po zakończeniu kariery zawodniczej była został trenerką zespołów uczelnianych, najpierw University of San Francisco (1986-1989), a następnie Santa Clara University (1990-1992). Od 1993 jest trenerką w drużynie Texas A&M University. Wielokrotnie otrzymywała tytuły najlepszej trenerki roku od lokalnych uniwersyteckich konfederacji sportowych. Jej podopieczną była m.in. Stacy Sykora.
W 1988 ukończyła studia z wychowania fizycznego na University of San Francisco.